# Bernardino Trionfetti
Bernardino Trionfetti (Montefranco, 18. listopada 1803. – Asiz, 9. siječnja 1884.), bio je talijanski katolički svećenik, biskup biskupije Terracina, Priverno i Sezze, kustod Svete zemlje od 1847. do 1856. te general franjevačkog reda od 1856. do 1862. godine.
Umro je u samostanu Bazilike Gospe od Anđela u Asizu 9. siječnja 1884.